# حقوق در اسلام
به گفته قرآن و مسلمانان، مکتب اسلام مکتبی جامع، جهانی و جاودانی است و به همین دلیل این مکتب، انسان و حقوق او را در ابعاد مختلف مورد توجه ویژه قرار داده‌است. در این مقاله به بررسی دیدگاههای حقوق اجتماعی و سیاسی از نظر اسلام می‌پردازیم.

## پیش گفتار
باید توجه داشت که همه مکاتب و نظام‌های حقوقی در صدد بوده و هستند تا با برقراری یک نظام حقوقی عادلانه به ساماندهی مطلوب زندگی مدنی و سیاسی مردم بپردازند.عدالت همیشه یک آرمان بزرگ بشری در میان همه ملت‌ها و اقوام بوده و هست.
یکی از اهداف رسولان الهی و نزول کتاب‌های الهی، همین تحقق عدالت در میان جوامع بشری بوده‌است و به همین دلیل نیز نیازی مبرم به معیار و میزان(ابزاری برای سنجش) نیز می‌باشد. باید توجه داشت که پیامبران الهی با برنامه و معیار عدالتخواهانه آمده‌اند و با هرگونه ظلم و بی عدالتی ناسازگارند. علت برقرار نشدن عدالت همان تلاش نکردن مردم بوده‌است و اینکه تلاش برای برقراری عدالت جز با میزان و چیزی  که عدالت بر اساس آن سنجیده شود تقریباً غیرممکن است.
اهتمام به حقوق مردم و اجرای عدالت در جای جای قرآن کریم و متون معتبر دینی به چشم می‌خورد. فرد یا جامعه‌ای که عدالت را مبنای زندگی خود قرار می‌دهد، آثار آن را که احقاق حقوق مردم در همه چیز است را نظاره خواهد نمود.
انسان موجودی اجتماعی است. احساس نیاز به زندگی جمعی نه فقط از جنبه غریزی مورد توجه قرار می‌گیرد، بلکه عوامل دیگری نیز مؤثرند که متشکل هستند از:
1. گرایش به بهره مندی هرچه بیشتر از طبیعت.
2. محدودیت منابع و امکانات در طبیعت.
3. محدودیت توانی انسان هر چند که انسان از امتیاز انحصاری اندیشه و تعقل برخوردار است.
4. آسیب‌پذیری روانی و جسمی در برابر انبوه مشکلات زندگی.
5. ضرورت به فعلیت رساندن استعدادهایی که جز با زندگی اجتماعی بدست نمی‌آید.

این عوامل بازگوکننده این مطلب هستند که انسان جز با زندگی جمعی و تشریک مساعی بادیگران، توانایی برخورداری از رفاه مادی و رشد معنوی را ندارد.
منظور از حقوق اجتماعی و سیاسی در اسلام، مجموعه امتیازات و قابلیت‌هایی است که در اسلام برای افراد به رسمیت شناخته می‌شود.

## حقوق
از نظر مسلمانان، دین که بر پایه فطرت انسانی بنا شده‌است شامل قوانین و مقررات الهی می‌باشد. حقوق در لغت جمع حق است. مفهوم اصلی حق در کاربرد مصدری ثبوت و در کاربرد وصفی ثابت می‌باشد و در همین معنا است که در برابر باطل به‌کار می‌رود.
بنابر آیات قرآن چنین برداشت می‌شود که از آنجا که خداوند، خالق کل هستی است از هر کس به ویژگی‌ها و نیازمندی‌های بشر آگاه‌تر و در ارائه برنامه جامع برای زندگی سعادتمندانه شایسته‌تر است.

### مفهوم حقوق
اصطلاح حقوق در معانی زیر به کار گرفته می‌شود:
۱. حقوق عینی:
مجمو عه قوانین و مقرراتی که برای تحقق عدالت و رشد مادی و معنوی از سوی مقام صلاحیت داری وضع گردیده‌است.
۲. حقوق شخصی:
مجمو عه امتیازات و قابلیت‌هایی که برای هر شخص به رسمیت شناخته می‌شود و دیگران به رعایت آن مکلف هستند. مثل حق حیات، حق آزادی، حق تعلیم و تربیت و حق مالکیت. این امر در اصطلاح فقها «حقوق» و (به انگلیسی: Right) نامیده می‌شود.
۳.علم حقوق:
دانشی است که درباره قواعد و قوانین حاکم بر جامعه و حقوق و تکالیف اشخاص بحث می‌کند و به تحلیل، ارزیابی و سیر تحول آن‌ها می‌پردازد. به این ترتیب در اصطلاح عام به کسی که دانش حقوق را فرا گرفته باشد، «حقوق‌دان» و در اصطلاح اسلامی «فقیه» گفته می‌شود.
۴. فن حقوق:
مرز جنبه نظری و عملی در علم حقوق، مرز بین علم حقوق و فن حقوق است. فن حقوق را نزد قضات، وکلا، صاحبان دفاتر اسناد رسمی، مشاوران حقوقی و نویسندگان متون قوانین می‌توان دید.

### نظام حقوقی
مسلمانان برای بازگو کردن نقش دین در قانون‌گذاری و پایه‌ریزی نظام حقوقی، در ابتدا به بیان ویژگی‌های دین پرداخته‌اند و این ویژگی‌ها را به ۴ قسمت تقسیم کرده‌اند. این ویژگی‌ها عبارتند از:
۱. حقانیت:
او کسی است که پیامبرش را با هدایت و دین درست فرستاد تا آن را بر هر چه دین است پیروز گرداند.
۲. جامعیت:
در جای جای قرآن بر جامع بودن اسلام تأکید می‌شود:
امروز دین شما را برایتان کامل و نعمت خود را بر شما تمام گردانیدم و اسلام را برای شما به عنوان آیین برگزیدم.
در تفسیر این آیه گفته‌اند:
معنای اکمال دین صعود آن به بالاترین درجه ترقی است، به گونه‌ای که پس از این اکمال پذیرای نقص نخواهد بود.
دربارهٔ جامعیت دین دو نظر افراطی و تفریطی وجود دارد که به نظر می‌رسد هر دو گروه به خطا رفته‌اند. این خطا ناشی از تحلیل نادرست جامعیت می‌باشد. جامعیت هر امری را تنها باید با توجه به هدف آن ملاحظه و تفسیر نمود. و هدف دین، رسیدن انسان به سعادت حقیقی است. دین جامع دینی است که همه آنچه انسان برای وصول به سعادت خویش لازم دارد در اختیار او بگذرد.
۳. جهان شمولی:
اسلام همه انسان‌ها را مخاطب خود قرار می‌دهد و با وجود تفاوت‌هایی که به لحاظ ظاهری یا اقلیمی میان آدمیان وجود دارد، پیام اسلام فراگیر است. آیات فراوانی در قرآن به روشنی بر این ویژگی دلالت دارند:
آن قرآن جز پندی برای جهانیان نیست.
۴. جاودانگی:
پس روی خود را با گرایش تمام به حق، به سوی این دین کن، با همان سرشتی که خدا مردم را بر آن سرشته‌است. آفرینش خداوند تغییر ناپذیر است. این است همان دین پایدار، ولی بیشتر مردم نمی‌دانند.
بدین ترتیب می‌توان این برداشت را کرد و این مسئله روشن می‌گردد که حقانیت و جامعیت و جهان شمولی دین برای همه زمان‌ها و مکان‌ها است و گذشت زمان در نقش آفرینی آن ذره‌ای کاستی ایجاد نمی‌کند. خاتمیت نبوت نیز مفهومی جز این ندارد. زیرا اگر دین با گذشت زمان نتواند پاسخگوی نیازهای جامعه باشد، خاتمیت مورد تردید قرار می‌گیرد.
اعتقاد به ویژگی‌های چهارگانه دین اسلام، بر لزوم دخالت دین و دریافتهای وحیانی در قانون‌گذاری دلالت دارد و میوه چنین ریشه‌ای یک نظام حقوقی است که پاسخگوی مناسبات اجتماعی در سطح ملی و بین‌المللی و منادی راستین صلح و عدالت در جهان خواهد بود. این نظام، ویژگی‌های زیر را در بر خواهد داشت:
1. وحیانی بودن.
2. عقلانی بودن.
3. جامع بودن.
4. انسجام و هماهنگی داشتن.
5. وجود مبانی و منابع حقوقی.
6. قواعد عام و اصول کلی.
7. مجموعه فراگیر قوانین که بر قواعد عام و اصول کلی ستوار است.
8. جامعیت، انعطاف‌پذیری و قابلیت انطباق اصول کلی بر کوارد خاص و پاسخ گویی به نیازهای نوظهور.
9. ضمانت اجرایی نصبت به قوانین و مقررات و جلوگیری از تجاوز به حقوق.

### کاربرد حقوق
در مطالعات حقوقی لازم است به تفاوت میان مفهوم «حق بودن» و «حق داشتن» توجه شود.

#### حق بودن
معنای «حق» در ترکیب «حق بودن»، در مقابل «باطل» قرار دارد. وقتی ما از منظر دین یا اخلاق، یک سلسله افکار، اقوال و اعمال، را مورد توجه قرار می‌دهیم، نمی‌توانیم آن‌ها را به صورت حتمی مورد تأیید قرار دهیم. زیرا برخی افکار، اقوال و اعمال، چنان پوچ و مردودند که نه تنها دین یا اخلاق بر آن‌ها صحه نمی‌گذارد، بلکه عقل سالم نیز آن‌ها را مورد پذیرش قرار نمی‌دهد. وقتی هم که می‌گوییم عقیده یا عملی حق است یعنی از نظر عقل یا اخلاق یا دین خاص، صحیح و مورد تأیید است. بنابراین حق بودن یا نبودن هر چیز، ملاک پذیرش یا رد آن چیز خواهد بود و نوعی ارزش گذاری قلمداد می‌شود. باید به این نکته توجه داشت که اختلاف در برداشت‌های متفاوت از موضوعی خاص دلیل بر نفی حق بودن چیزی نیست و در معنای حق بودن تأثیری ندارد.

#### حق داشتن
ترکیب حق داشتن به معنای دارا بودن یک امتیاز، اختیار، صلاحیت یا قدرت است. یعنی آنچه برای یک فرد یا گروه یا جامعه به رسمیت شناخته شده‌است. وقتی از «حق داشتن آزادی بیان» سخن می‌گوییم، ما به محتوای بیان نظری نداریم، آنچه مورد نظر است به رسمیت شناختن آزادی فرد در گفتن یا نگفتن چیزی است که در ذهن دارد. چه بسا آنچه یک فرد بیان می‌کند به لحاظ اخلاقی یا دینی، خطا، مذموم و نادرست باشد. در عالم حقوق به‌طور عام و در حقوق اسلام به‌طور خاص، پذیرش یک سلسله حقوق برای انسان‌ها، هیچ گاه به معنای پذیرش حقانیت آن‌ها به‌طور مطلق نبوده و نیست. حق داشتن همواره ملازم حق بودن نیست. آزادی اندیشه و تفکر در معنای حق داشتن، حقی است برای انسان ولی می‌دانیم که هر اندیشه‌ای در معنای حق بودن، حق نیست.

### حق و تکلیف
از آنجا که حق امتیازی برای انسان در بهره‌گیری از چیزی است، لازمه آن اختصاص است.
حق و تکلیف دو مفهوم متلازم و جدانشدنی از یکدیگر هستند. باید توجه داشت که تلازم حق و تکلیف، یک سویه نیست و تنها به این خلاصه نمی‌گردد که اگر حقی برای فردی (دارنده حق) ثابت شد لازمه اش تکلیف برای دیگران است که آن حق را محترم شمارند. زیرا هر فرد در ازای حقوق و امتیازاتی که در جامعه برای او در نظر گرفته می‌شود، یک سلسله تکالیف و تعهدات نیز متوجه او می‌گردد. در روابط اجتماعی، حقوق در برابر تکلیف قرار می‌گیرد و یک رابطه دوطرفه را تشکیل می‌دهد. حقدار مطلق و مکلف مطلق در هیچ نظام حقوقی وجود ندارد. تنها خداوند حقدار مطلق است و تکلیفی متوجه او نمی‌باشد.
از علی ابن ابی طالب نیز نقل شده که فرموده‌اند:
کسی را حقی نیست مگر این که بر او نیز حقی است و بر او حقی نیست جز آن که او را حقی بر دیگری است.

## پاورقی
1. ↑  پس روی خود را با گرایش تمام به حق، به سوی این دین کن. با همان سرشتی که خدا مردم را بر آن سرشته‌است. آفرینش خداوند تغییر پذیر نیست. این است همان دین پایدار، ولی بیشتر مردم نمی‌دانند.روم، آیه ۳۰
2. ↑  راه و روش-آیین
3. ↑  نظام حقوقی عبارت است از مجموعه قوانین و مقررات منسجم و هماهنگ که بر اساس مبانی خاص در جهت اهداف خاص تنظیم شده‌است.
4. ↑  یعنی درست بودن یا نادرست بودن، خوب بودن یا بد بودن.
5. ↑  همانگونه که قبل تر گفته شد، این حق همانند سایر حقوق حدی دارد و اجرای آن نباید موجب تجاوز به حقوق دیگران شود.